# スラード
スラード(Slaad　複数形Slaadi)は、テーブルトークRPG『ダンジョンズ&ドラゴンズ』（D&D）に登場する架空のカエル人間である。混沌の地・リンボを故郷とするスラードは、彼の地に相応しい、目につく相手の体内に卵を産みつけて繁殖する無秩序・エントロピーの申し子であり、多種多様な個体がいる。

## 掲載の経緯
スラードは『アドバンスト・ダンジョンズ&ドラゴンズ』（AD&D）第1版から登場している。

### AD&D 第1版(1977-1988)
スラードはSF作家のチャールズ・ストロスが考案したモンスターで、『Fiend Folio』(1981、未訳)に登場した。ストロスは後にインタビューにてスラードとクトゥルフ神話との関連性には否定している。
『Fiend Folio』にはレッド・スラード(Red Slaad)、ブルー・スラード(Blue Slaad)、グリーン・スラード(Green Slaad)、グレイ・スラード(Gray Slaad)、デス・スラード(Death Slaad)といった後の版にも継承される個体のタイプが登場している。また、スラードを率いる王として、“狂気の王”(Lord of insane)スセンダム(Ssendam)と、“エントロピーの王”(Lord of Entropy)イゴール(Ygol)が紹介された。
後々の版でも継承される『Manual of the Planes』(1987、未訳)ではスラードの詳細が紹介された。
また、シナリオ集『Tales of the Outer Planes』(1988、未訳)には新たなスラードの王、ワートル(Wartle)が登場している。

### AD&D 第2版(1989-1999)
AD&D第2版でスラードは『Monstrous Compendium Outer Planes Appendix』(1991、未訳)に前述の個体が登場。『Monstrous Manual』(1993、未訳)、『Planescape Monstrous Compendium Appendix』(1994、未訳)に再掲載された。
『ドラゴン』221号(1995年9月)ではエドワード・ボニー(Edward Bonny)による"Dragon's Bestiary"コラムにてスセンダムとイゴールに加え、“偶発の王”(Lord of Randomness)チョウアスト(Chourst)、“色彩の王”(Lord of Color)レンブウ(Rennbuu)が登場した。
『ダンジョン』77号(1999年11月)には“レッド・スラードの幼体”(Baby red slaad)と“若きレッド・スラード”(Young red slaad)が登場した。

### D&D 第3版(2000-2002)、D&D 第3.5版(2003-2007)
D&D第3版では『モンスターマニュアル』(2000)に登場し、第3.5版の『モンスターマニュアル』(2003)に再掲載された。
第3版にて改訂された『Manual of the Planes』(2003、邦題『次元界の書』)でスラードの詳細が紹介された。さらに高レベルキャラクター向けのサプリメント、『Epic Level Handbook』(2002、未訳)では強力な個体たるブラック・スラード(Black Slaad)とホワイト・スラード(White Slaad)が登場した。
また、改訂された『Fiend Folio』(2003、未訳)ではマッド・スラード(Mud Slaad)が登場した。
『ドラゴン』306号(2003年4月)では、クリス・トーマスソン(Chris Thomasson)によるギスゼライの特集記事、“Killing Cousins:Githzerai”にて、ゴーメェル(Gormeel)という名のスラードが登場した。
『ダンジョン』101号(2003年8月)にはさらなるスラードの王として、“炎をもたらす者”(Firebringer)バズィム・ゴラグ(Bazim-Gorag)が登場した。バズィム・ゴラグはその後、フォーゴトン・レルム世界での悪のクリーチャーを紹介した、『Champions of Ruin』(2005、未訳)にも登場している。

### D&D 第4版(2008-)
D&D第4版では『モンスター・マニュアル』(2008)、『モンスター・マニュアルⅡ』(2009)、『モンスター・マニュアルⅢ』(2009)に新登場のものも含めて以下の個体が登場している。
- スラードの幼生／Slaad Tadpole　(MM1)
- グレイ・スラード(次元裂きスラード)／Gray Slaad (Rift Slaad)　(MM1)
- レッド・スラード(血のスラード)／Red Slaad (Blood Slaad)　(MM1)
- ブルー・スラード(鉤爪スラード)／Blue Slaad (Talon Slaad)　(MM1)
- グリーン・スラード(呪いのスラード)／Green Slaad (Curse Slaad)　(MM1)
- ブラック・スラード(虚無のスラード)／Black Slaad (Void Slaad)　(MM1)
- フラックス・スラード／Flux Slaad　(MM2)
- スラード・スポーン／Slaad Spawn　(MM2)
- ゴールデン・スラード／Golden Slaad　(MM3)
- ピュートリッド・スラード／Putrid Slaad　(MM3)

第4版でリンボの世界観を継承した“元素の渾沌”を扱ったサプリメント、『The plane below - secrets of the elemental chaos』(2009、未訳)では以下の個体が登場している。
- カオス・ファージ・スウォーム／Chaos Phage Swarm　※自走するスラードの卵の群れ
- グリーン・スラード・マッドジャック／Green Slaad Madjack
- ブルー・スラード・ダイジェスター／Blue Slaad Digester
- グレイ・スラード・ハヴォック／Gray Slaad Havoc
- レッド・スラード・ジャガーノート／Red Slaad Juggernaut
- ホワイト・スラード(時間スラード)／White Slaad (Chronos Slaad)
- ホワイト・スラード・テンポラル・レプリカ／White Slaad Temporal Replica
- ブラック・スラード(エントロピー)／Black Slaad Entropic
- エントロピック・ヴォイド／Entropic Void

さらに同書にはイゴールと彼の乗騎たるブラス・ドラゴン(真鍮色の竜)、シュキヴ(Shkiv)、イゴールの家臣スキーネックス(Skirnex)、そして彼を崇めるスラードの教団員が掲載された。
- イゴール／Ygorl
- シュキヴ／Shkiv
- スキーネックス／Skirnex
- アコライト・オブ・エントロピー／Acolyte of Entropy

### D&D 第5版(2014-)
D&D第5版では、『モンスター・マニュアル』(2014)にブルー、レッド、グリーン、グレイ、デス、そしてスラードの幼生が登場している。

## 解説
スラードは世を混沌に導くという漠たる目的のために活動しており、そのために故郷であるリンボはおろか、物質界や他の次元界に出没しては無軌道な破壊を繰り広げる。彼らの思考は秩序や摂理、制限といったものへの嫌悪と破壊願望がある以外は到底理解し難く、知能なきスラードは本能的に、一部の知能あるスラードは意図的に暴れ回る。純然たる混沌の申し子たるスラードの属性は“混沌にして中立”であり、あまりに無軌道な性質ゆえに軍隊的な統率による組織的な行動を取ることはない。

### “寄生する混沌”
“寄生する混沌”という異名を持つスラードは、襲撃したあらゆる生物に“胚”と呼ばれる卵を植え付ける。寄生された者は病気(“寄生する混沌”の異名は病名としても用いられる)と同じ扱いとして、セーヴィング・スローによる抵抗を求められる。寄生が進行する(卵が孵化する)につれ寄生者は狂気に陥り、最後は孵化した幼生が寄生者の頭蓋骨を破って誕生し、寄生者は死亡する。病気を癒す呪文(第3版における「リムーヴ・ディジーズ」の呪文など)には卵を除去する力がある。通常、卵が植え付けられてから孵化するまでは1週間ほどかかり、最後の12時間はひどい嘔吐感に襲われる。
スラードは出会った者を襲撃する以外にも、傷つき倒れた者が多くいる場所に出没して繁殖を行うこともする。デヴィルとデーモンがアビスにて繰り広げている“流血戦争”の戦場はスラードにとって格好の産卵場となっている。

### スラードの起源と産卵石
第5版ではスラード誕生の起源についての記述がある。
太古の時代、メカヌス由来の機械めいた外見の種族、モドロンたちの神、プリムス(Primus)はこの世界の混沌を食い止めるべく、強い秩序の力を持った巨石を創造し、リンボへと投じた。この巨石はリンボの混沌を和らげ、モドロンやギスゼライといった秩序の傾向が強い種族に居住の地を与えることに成功した。だが、その副作用として巨石の内部に蓄積された混沌のエネルギーは純化され、やがて混沌の怪物たるスラードを産み出した。スラードたちはたちまち勢力を拡大させ、モドロンたちをリンボから一掃してしまった。自らの創造物によって生まれた副産物について、プリムスは口を閉ざしている。
現在、プリムスが創造した巨石は“産卵石”(The Spawning Stone)と呼ばれ、スラードたちの守護するものである。産卵石からは絶えず混沌の潮流が流れ出ており、スラードたちはこの潮流を遡ることでリンボを漂流している産卵石へとたどりつける。
スラードたちは交尾期になると産卵石に集い、雌雄同体なので互いに受精し合い、受精卵を宿して去っていく。ただ、時折同族に卵を植え付けてしまうこともあり、それで死んだスラードは混沌の潮流に破壊されるまで放置される。
スラードの故郷といえる産卵石は常に石の守護者と呼ばれるデス・スラードによって守護されている。スラードたちが信じるところによれば、彼らはこのリンボで摂理を制御できるアナークの力を有した強大なスラードであり、守護者を倒すことによって同じようにアナークの力を有したデス・スラードになれるという。
膨大な混沌のエネルギー体である産卵石を奪おうと、かつてアビスからデーモンの先兵たるヴロッグの大群が襲撃してきたこともある。

#### コントロール・ジェム
第5版ではスラードを支配するコントロール・ジェム(操作する宝石)という魔法のアイテムが登場している。この産卵石と同じ物質とおぼしき宝石の断片は、宝石と同じ色をしたスラードの脳に埋め込まれている。魔法使いはこの宝石を用いることによって、スラードを意のままに操ることができる。

## 各個体の解説
スラードは基本種であるレッド、ブルーの2種の他に様々な変異種がいる。

### レッド・スラード
スラードの中でも最下層にいるのがレッド・スラードであり、しばしば他の次元界でも棲息する。強力な力を持った者に従わざるをえない場合を除き、単独で行動している。
一般的なレッド・スラードの身長は8フィート(約2.4m)、体重は650ポンド(約290kg)ほどある。
直立したヒキガエルのような体型で、頭部は大きく首はほとんどない。手足は太く、太い指の先には頑丈な爪が生えている。この爪と指との間には、攻撃した相手に卵を植え付ける卵管が注射器のように通っている。肌の色は赤く、腹部は薄く、背中は濃い。
レッド・スラードの中にはリンボの影響によって、脱皮をして肥大化するものもいる。『The plane below - secrets of the elemental chaos』に登場するレッド・スラード・ジャガーノートがそういった個体である。

### ブルー・スラード
ブルー・スラードは身長10フィート(約3m)、体重は1,000ポンド(約450kg)というオーガに匹敵する巨躯のスラードで、大変粗野な暴れん坊である。ブルー・スラードの両拳には手甲鉤のような突起が2本ずつ生えており、その鉤爪による斬撃を得意とする。皮膚の色は名前の通り青色である。
ブルー・スラードはレッド・スラードと違い、噛みつきによって相手に“スラード熱”と呼ばれる感染症を引き起こさせる。この感染症に罹った患者は徐々にレッド・スラードへと変身していき、最後には全ての記憶を喪失して完全なレッド・スラードになってしまう。
ブルー・スラードは権力と力こそがすべてと考えている。相手がいればいかなる種族(同じスラードでも)にも喧嘩をふっかける。そのために、他のスラードに比べれば徒党を組むことが多い。
『The plane below - secrets of the elemental chaos』に登場するブルー・スラード・ダイジェスター(「ブルー・スラードの消化する者」ほどの意)は万物を食べることによって多元世界にある森羅万象を自らの内にしようと試みる変わったスラードである。彼らは酸性の唾液で獲物を溶かす能力を持った醜く肥満したスラードである。

### グリーン・スラード
レッド・スラードの植え付けや、ブルー・スラードの感染症の犠牲者が魔法使いであった場合、新たに誕生するスラードは全身緑色のグリーン・スラードとなる。グリーン・スラードの誕生は吉事であり、丁寧に育てられる。グリーン・スラードの身長はブルー・スラードに並ぶ10フィートほどになる。グリーン・スラードは自己中心的で、己の利益しか関心がない。もの凄い自惚れ屋でもあり、戦闘の手を止めて相手を嘲笑しさえもする。彼らは魔法に対する渇望ともいえる関心を持っている。
グリーン・スラードは数多くの魔法を生来の能力として1日1回～3回ほど使用できる。わけても、いかなる姿にも変身できる能力が備わっている。この能力はグリーンの変異種である後述のグレイ、デス双方にも継承されている。

### グレイ・スラード
1世紀ほど生きたグリーン・スラードの中にはより魔術に傾倒し、リンボの荒野で隠者のごとき生活を送る者がいる。そんな隠遁したグリーン・スラードの中から、身体は人間ほどにまで縮まり、体色は灰色に変色したグレイ・スラードが誕生する。グレイ・スラードはグリーンよりも練達した魔術師であり、以後の時間を魔術の研究に費やす。彼らは己の力を高めるために、熱心に魔法のアイテムを製造する。
第5版ではデス・スラードの使者として人間型生物の姿に変身し、物質界で活動している。

### デス・スラード
グレイ・スラードの中から、魔術の到達点として謎めいた儀式に成功し、不死に等しい力を身につけた者がデス・スラードと呼ばれるようになる。デス・スラードは破壊の権化であり、自らが製造した魔法の武器で恐るべき殺戮機械となる。すべてのスラードはデス・スラードに恐怖心から従っている。第3版、3.5版、そして第5版では彼らの属性は“混沌にして悪”であり、悪意による腐敗した混沌を体現している。
デス・スラードはさらに増強された魔術の力に加え、テレパシーであらゆる生物に意志の疎通ができる。
第5版では上述の謎めいた儀式の正体として、死んだデス・スラードの屍体を食することによって、負のエネルギー界の力を得て不死性を獲得している。

### ホワイト・スラード
デス・スラードの中には、荒野で修行を少なくとも1世紀以上重ねることによって、雪より青白く光り輝くホワイト・スラードに変異する個体もいる。
第4版では時空そのものに干渉する力をも有するようになる。彼らは同じ時空に同時多発的に出没することによって残像のような分身、ホワイト・スラード・テンポラル・レプリカを作成することができる。この残像は攻撃を受ければ霧散するが、本体と同様に行動することができる。ホワイト・スラードが複製できる残像の数は限られているが、ホワイト・スラードたちは年老いたスラード王ともなれば何百もの残像の軍団を作り上げることもできると信じている。“大量なる”ノルサール(Norsar the Many)と呼ばれる透明に近い肌のスラードは残像による軍団を築き上げている。

### ブラック・スラード
ホワイト・スラードがさらに1世紀以上修行を重ねることによって、身体の組織そのものが混沌のエネルギー体とも言える漆黒の闇に変質するものもいる。彼らはブラック・スラードと呼ばれる。ブラック・スラードは巨大なスラードの輪郭をした闇であり、星のように妖しく輝く双眼があるのみである。ブラック・スラードはスラードの最終到達点であり、最強の種である。
第4版ではアビスのエントロピーの力に適応し、物質的な肉体を喪失したスラードである。彼らは卵を植え付ける能力を失ったが、その代わりに強力なエントロピーの力を有している。彼らはスラード王イゴールの部下であり、“エントロピーの王”の前では不滅に等しい力を得る。ブラック・スラードは死ぬとエントロピーの塊である闇の空間、エントロピック・ヴォイド(「エントロピーの虚ろ」ほどの意)になる。もしイゴールがエントロピック・ヴォイドが残存したまま戦いが終わったなら、彼はエントロピック・ヴォイドから新しいブラック・スラードを創造するだろう。

### マッド・スラード
第3.5版『Fiend Folio』にのみ登場するマッド・スラードはレッド・スラードよりさらに弱い種で、他の強いスラードからは馬鹿にされている臆病で頼りなげなスラードである。だが、生存にかけるしぶとさにはすさまじいものがある。
マッド・スラードの身長は5フィート(約152cm)、体重は170ポンド(約77kg)ほどある。肌は毒々しい緑がかった褐色から茶色までの斑模様である。先端に鋭い爪がついたひょろ長い腕が特徴的である。
マッド・スラードも噛みつきによって他のスラード同様に犠牲者をマッド・スラードに変質させる感染症にすることができる。だが、この気弱なスラードが一番得意にしているのは、死んだふりである。自然治癒能力があるマッド・スラードは傷つくと死んだふりをして相手をやり過ごそうとする。

### フラックス・スラード
フラックス・スラード(「不安定なスラード」ほどの意)は他のスラードよりも小柄で力も弱く、繁殖能力がない種なので他のスラードからは無視されている。その代わり、冷気、火、電撃、精神、死霊、雷鳴の6つの属性のうちランダムで5種類に強い抵抗力を得る。残りの1種類は逆に弱点となるが、弱点を攻撃される度に弱点と抵抗力はランダムに変動する。
フラックス・スラードは意図せずに他の次元界に紛れ込むことがある。彼らはそこで自らを崇拝する者を集め支配者を気取ることを好む。特にブリーワグの集団と遭遇することが多く、彼らからはデーモン・ロードのように崇拝されている。

### ゴールデン・スラード
ゴールデン・スラードはあらゆるスラードが変異する可能性がある、混沌のエネルギーを過剰摂取して半ば混沌の塊と化してしまったスラードである。彼らの身体は不安定で、傷ついたりすればドロドロに溶けた混沌の粘液になってしまう。
ゴールデン・スラードは戦闘になれば瞬間移動で敵の真っ直中に割り込み、禍々しい鳴き声でまとめて攻撃してくる。この鳴き声はランダムで様々な効果を与えるが、その中には“寄生する混沌”の病気を撒き散らすものもある。

### ピュートリッド・スラード
ピュートリッド・スラード(「腐敗したスラード」)は死んだスラードに何者かが死霊術の儀式によってアンデッドにした存在である。混沌の怪物たるスラードは死後数時間もすれば腐敗してしまうため、ピュートリッド・スラードを作る時は生きたスラードを捕らえて影の魔力を注ぎ込む必要がある。出来上がったピュートリッド・スラードは繁殖能力はないが、スラードの力を維持した強大なアンデッドとなる。

## スラードの王たち
いかなる神やプライモーディアル(古代神霊)も信仰しないスラードだが、強大なスラードの支配者たちには忠誠を誓っている。スラード王はとりわけてスラードたちに恩寵を与えるわけではないが、スラードたちはスラード王がいつかスラードの悲願である現実世界の破壊を成し遂げる存在であると信じている。
スラード王の中でも著名なのが第1版から登場しているスセンダムとイゴールである。彼らはスラードの原型たる原始の混沌であり、本来のスラードに定まった姿などはなかった。だが、権力を得た彼らは後の世に突然変異によって自分たちを脅かすまでの強大な個体が現れることを恐れ、産卵石を操作して現在の“種族”として安定させた。以降に誕生したスラード王たちはカエル人間というスラードの形状である。

### “狂気の女王”スセンダム
“狂気の女王”スセンダムは最古にして最強のスラード女王である。スセンダムはAD&D第1版『Fiend Folio』では男性であったが、第2版準拠の『ドラゴン』221号では“彼女／She”として紹介されている。
スセンダムは黄金色の脳を浮かべた巨大なアメーバの姿をしており、触手のような腕が伸びている。すでに生きた混沌の塊と化したのか、彼女に知性らしきものは存在せず、出会った者をすべて飲み込むのみである。彼女はリンボを離れることはないが、招来に応じた時には黒い剣を持った戦士の姿を取る。
かつてヴロックたちが産卵石を奪おうと大軍を派遣した際、石の守護者たちを倒したヴロックたちに黄金色に輝くスラードが立ちはだかった。そのスラードは瞬く間に並み居るヴロックたちを引き裂き、軍勢の1/4を踏み潰した。ヴロックの軍勢は壊滅し、生き残りは僅かだった。この黄金スラードこそがスセンダムの真なる姿だという。

### “エントロピーの王”イゴール
スセンダムに続くスラード第2位の王。スセンダムが何もしないので、スラードたち、ひいてはリンボの実質的支配者である。彼は全次元界を破壊し混沌
を撒き散らさんとしているが、同時に孤独かつ慎重な人物である。第4版においてイゴールは神々とプライモーディアルが世界創世の戦いをした“曉の戦”にてプライモーディアルの敗北を見せつけられ、それ以降、人間と神との絆を弱めるための活動をしている。
イゴールは身長12フィート(約3.6m)ほどあるスラードの骸骨である。彼は古代スラード語で「死」という銘が刻まれたサイズ(大鎌)を携えている。この鎌による攻撃を受けた者は即座に破壊される。
また、彼にはシュキヴと呼ばれるブラス・ドラゴン(真鍮竜)が乗騎として付き従っている。スラードと同じく“混沌にして中立”の属性を持つとは言え、いかなる経緯でイゴールに従うようになったかは不明だが、主人イゴールを守るために死ぬまで戦う。
イゴールの真なる姿はブラック・スラードである。第4版『The plane below - secrets of the elemental chaos』ではその姿で描かれている。
イゴールは“アナークの王”(Lord of Anarch)ソレル(Sorel)というデス・スラードを支援しており、いずれは新しいスラード王にしようと計画している。ソレルは秩序ある社会でのテロやサボタージュ活動を支援している無政府主義者であり、反体制派の支持を集めている。

### “偶発の王”チョウアスト
チョウアストはイゴールに次ぐ第3の王だが、自分の好奇心を満たすことのみに情熱を注ぐ大変移り気かつ気まぐれな性格なので、他の王たちの情勢など気にかけていない。猜疑心の強いイゴールですら、彼の所行を楽しんでいる。チョウアストは世界を混乱させることを楽しむために、しばしば他の次元界へと乗り込んでいく。わけても彼の伝説的な所業は、法と秩序が支配する世界・メカヌスに侵入したことである。彼はメカヌスの支配者、“1なる者”プリムスの追撃を逃れ生還した唯一のスラードとして知られている。メカヌスでは未だにチョウアストを危険人物として捉えている。
チョウアストは22フィート(約6.7m)もある巨大なホワイド・スラードで、身体の所々から棘が突き出ている。

### “色彩の王”レンブウ
スラード第4の王レンブウは芸術家を気取る一風変わったスラードである。触れたものの色彩を自在に変化させることができる彼は、狂った前衛芸術家のように無軌道かつ破壊的なアート活動に没頭している。彼が行った最も冒涜的なアートは、“秩序にして善”の象徴たるゴールド・ドラゴンの雛5匹を、両親が留守中にその鱗の色を、彼らが憎む5色の悪竜の色(赤、白、黒、緑、青)に変えてしまったことである。憐れな雛竜のその後は誰も知らない。
当然ながら同じスラードもアートの対象である。このことは体色によって階級を定めているイゴールを不快にさせており、レンブウはスラードの間でも尊敬されていない。
レンブウはあらゆる次元界の芸術に造詣があり、彼の審美眼に適った都市や旅人には友好的に接する。芸術の話となれば、彼は何時間でも熱心に話し始める。
レンブウは12フィート(約3.6m)ほどの、ホワイト・スラードにしては小柄で痩せぎすな体格をしている。その体色は彼の芸術性を示すかのように色彩豊かな模様が輝いている。

### “炎をもたらす者”バズィム・ゴラグ
『ダンジョン』101号にてキース・ベイカーによるシナリオ、 "Prison of the Firebringer"に登場したスラード王。かつてフォーゴトン・レルムにあった“星の塔”と呼ばれる魔術師たちの拠点がトロルの大軍に包囲された際、大魔術師の1人イルビローン(Ilviroon)が招来したのがバズィム・ゴラグである。バズィム・ゴラグはトロルを一掃したが、魔術師たちが代償を拒んだために戦闘になり、イルビローンは仲間の犠牲と引き替えにバズィム・ゴラグを塔の地下に封印した。

後日、再びトロルが塔を襲撃し、イルビローンはバズィム・ゴラグと再び契約を結ぼうとしたが今度はバズィム・ゴラグが拒否。結局イルビローンは殺され、バズィム・ゴラグは封印を解く手段を失い今も地下牢のままである。
バズィム・ゴラグはオレンジ色の肌をした双頭のスラードである。手にした黒きグレイブからは禍々しい漆黒の炎が吹き出ている。
バズィム・ゴラグは第4版『The plane below - secrets of the elemental chaos』でもスラード王の1人として名を連ねている。

### ワートル
『Tales of the Outer Planes』にのみ登場するかつてのスラード王。イゴールとの争いに敗れ、流星の姿にされ秩序の次元界セレスティアに投げ飛ばされた。そのままセレスティアの最上層、クロニナスの聖なる光によって滅したとも、リンボに投げ返されたとも言われるが定かではない。

## 文学作品でのスラード
考案者であるストロスは、自著『Halting State』(2007、未訳)にて、作品内での架空のMMORPG、“Avalon Four”に敵キャラとして登場させている。

## 認可
スラードはウィザーズ・オブ・ザ・コースト社が提唱するオープンゲームライセンスの“製品の独自性(Product Identity)”によって保護されており、オープンソースとして使用できない。